# Paulin (Dordogne)
Paulin település Franciaországban, Dordogne megyében. Lakosainak száma 245 fő (2022. január 1.). Paulin Jayac, Salignac-Eyvigues, Archignac, Borrèze és Saint-Geniès községekkel határos.

## Népesség
A település népességének változása:
| Lakosok száma | 346  | 269  | 258  | 272  | 268  | 259  | 259  | 254  | 251  | 245  |
|               | 1968 | 1982 | 1990 | 2006 | 2013 | 2015 | 2017 | 2019 | 2020 | 2022 |